# Bundesplatz (Bern)

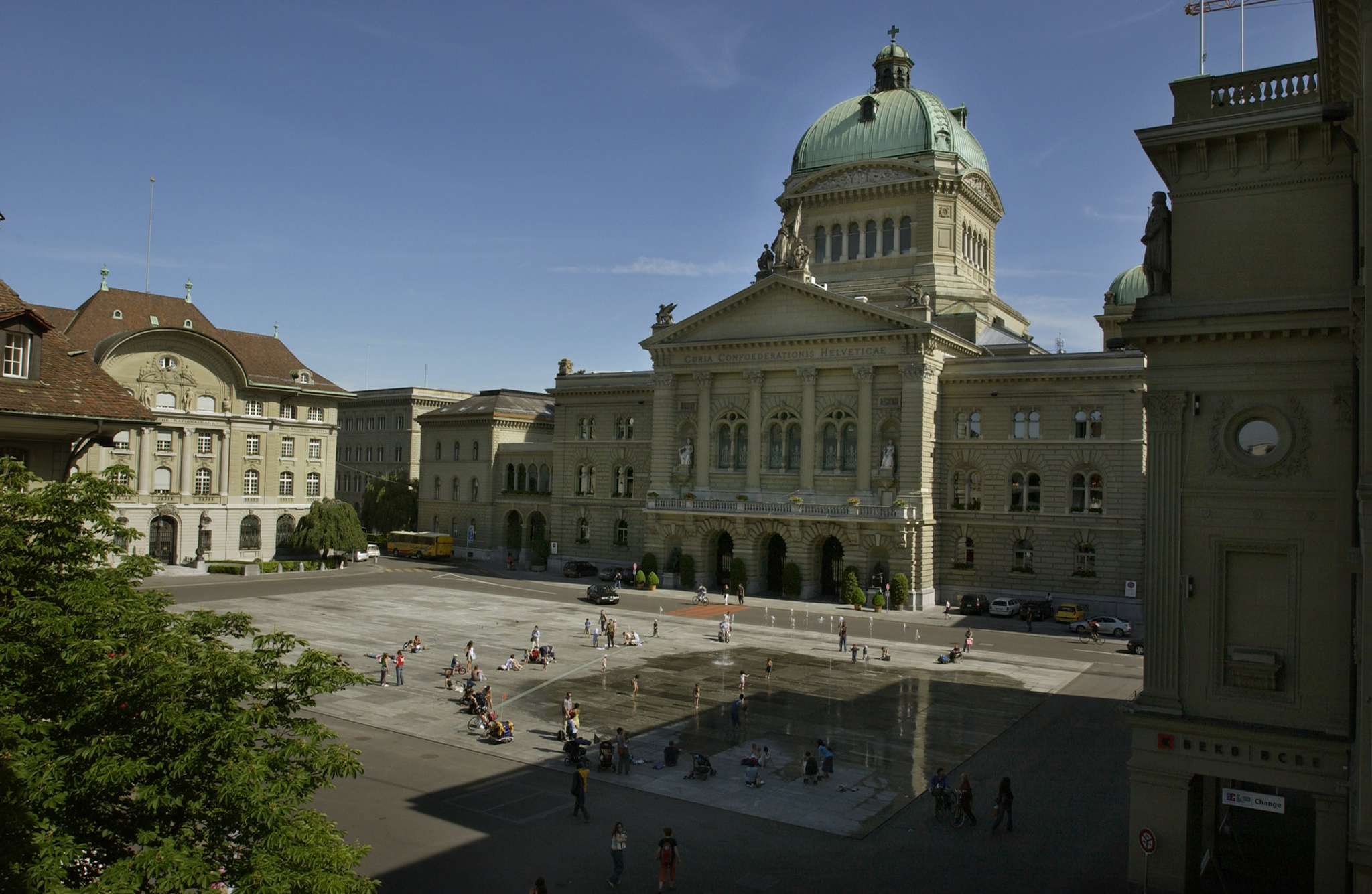
Bundesplatz vor dem Bundeshaus in Bern

Der Bundesplatz (französisch Place fédérale, italienisch Piazza federale, rätoromanisch Plazza federala) ist der Platz direkt vor dem Bundeshaus in der Bundesstadt Bern, Schweiz.
Auf dem Platz finden Staatsempfänge, politische Kundgebungen und diverse Veranstaltungen statt, jeweils dienstags und samstags befindet sich darauf der Wochenmarkt.
Ein auf die Geometrie des Bundeshauses bezogenes Rechteck von 60 × 36 Meter aus Naturstein dominiert den Platz. Die 60 × 100 cm grossen und 6 cm dicken Platten aus Valser Gneis sind spiegelsymmetrisch verlegt, sodass grossflächige Ornamente entstehen. Durch ein leicht geschwungenes Lichtband, das den Platz durchzieht, wird eine optische Verbindung vom Bärenplatz zum Bundeshaus hergestellt. Im westlichen Teil des Platzes befindet sich ein Wasserspiel aus 26 Wasserfontänen, welche die 26 Kantone der Schweizerischen Eidgenossenschaft symbolisieren.
An der Südseite des Platzes steht das Parlamentsgebäude (Hausnummer 3), auf der Ostseite das Hauptgebäude der Schweizerischen Nationalbank (Nummer 1), auf der Westseite das Hauptgebäude der Berner Kantonalbank (Nummer 8). An der Nordseite grenzt der Platz an den Bärenplatz mit einem Restaurant und weiteren Bankgebäuden (Credit Suisse: Nummer 2; Valiant Bank: Nummer 4). An die vier Ecken des Platzes schliessen sich die Bundesgasse, die Kochergasse, die Amthausgasse und die Schauplatzgasse an. Nach der Übernahme der Credit Suisse durch die UBS möchten die Parlamentsdienste das Gebäude mieten, um darin ein Besucherzentrum einzurichten.

## Geschichte
Der Bundesplatz entstand um 1902 gleichzeitig mit dem Bau des Parlamentsgebäudes. Allerdings erhielt der Platz erst 1909 seinen heutigen Namen, zuvor wurde er Parlamentsplatz genannt. Für den Bau des Gebäudes und des Bundesplatzes liess der Architekt Hans Wilhelm Auer ein Casino und andere Häuser abreissen, welche die freie Sicht auf das Bundeshaus versperrt hätten.
Jahrelang diente der Platz vor allem als Parkplatz, was der nationalen Bedeutung des Platzes nicht gerecht wurde. 1991 wurde ein nationaler Gestaltungswettbewerb durchgeführt, das Siegerprojekt von Christian Stauffenegger, Ruedi Stutz und Stephan Mundwiler «Platz als Platz» wurde 2002 bis 2004 realisiert, mit Spatenstich am 4. August 2003, und am 31. Juli und 1. August 2004 offiziell eingeweiht.
2025 werden einige kaputte Steinplatten ersetzt und die Fugen teilweise erneuert. In den nächsten Jahren soll eine umfassendere Sanierung durchgeführt werden, bei dem auch das Wasserspiel saniert wird.
Das Projekt «Platz als Platz» wurde im Jahr 2006 mit dem Preis Honor Award for Urban Design, verliehen vom American Institute of Architects, ausgezeichnet.

Historische Fotografien
Haubitzenabteilung beim Durchmarsch durch die Bundesstadt, 1914–18
Der Bundesplatz als Marktplatz, Flugaufnahme von Walter Mittelholzer. 1919
Bundesplatz Mittelkuppel, fotografiert von Leo Wehrli, 1936

Aktuelle Bilder
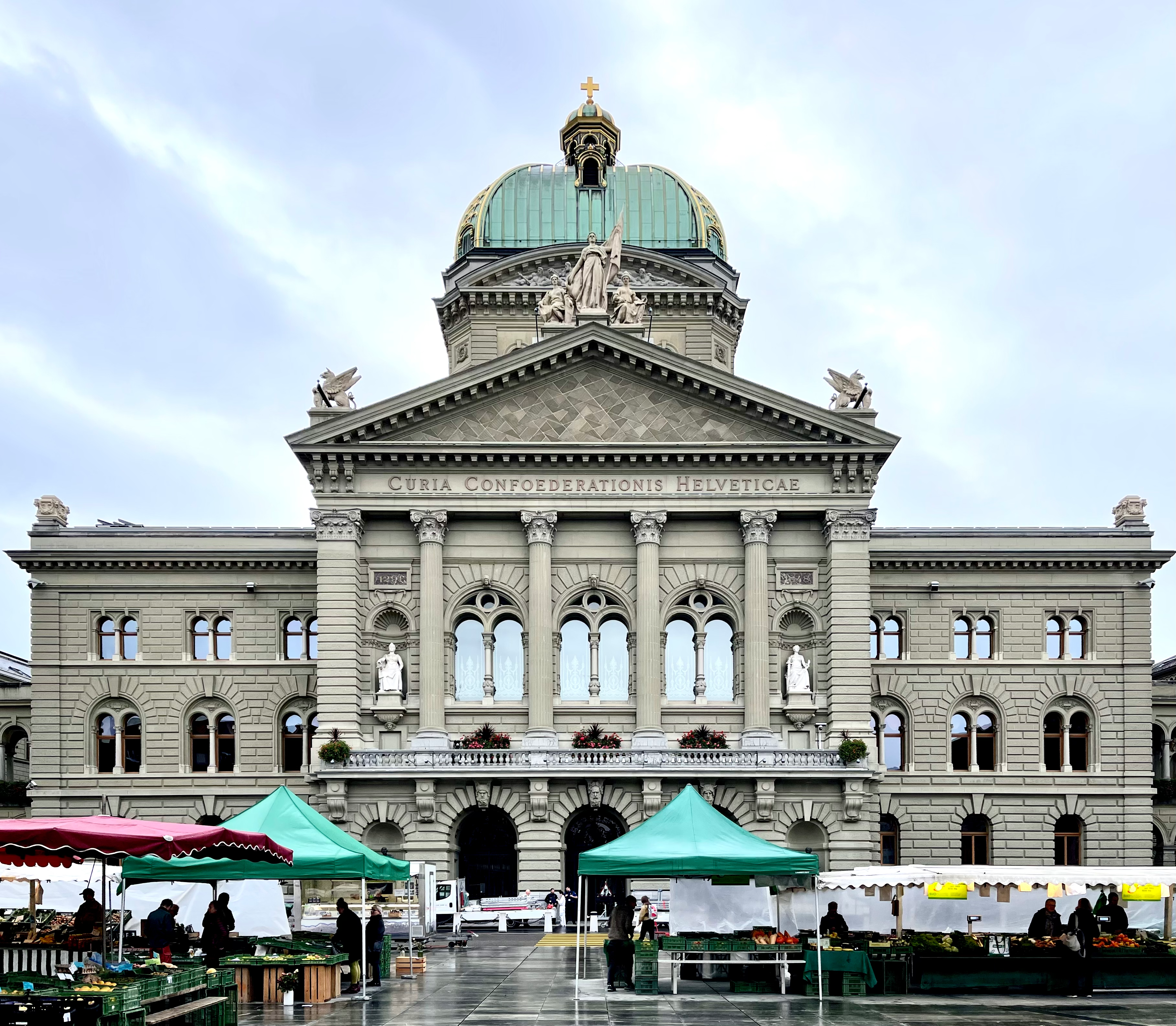
Bundesplatz im 2024
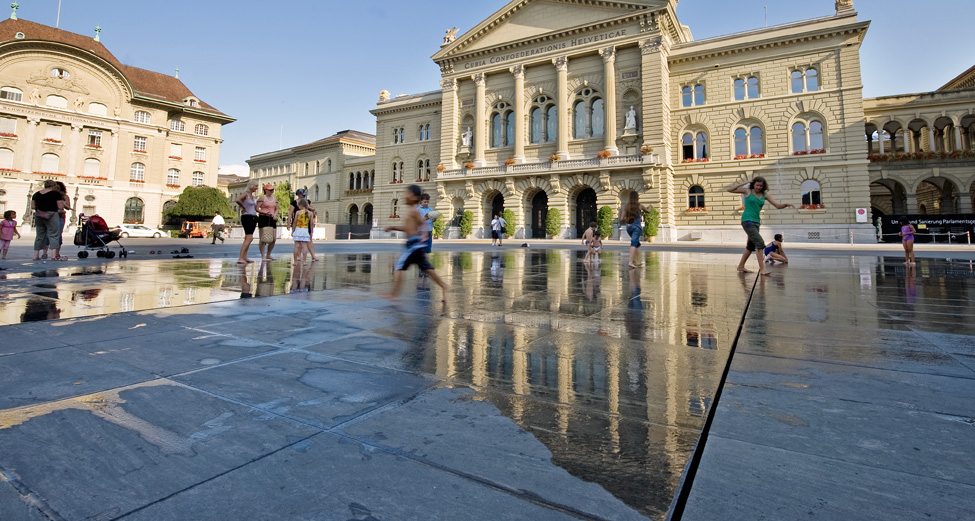
Valser Granit und Wasserspiel
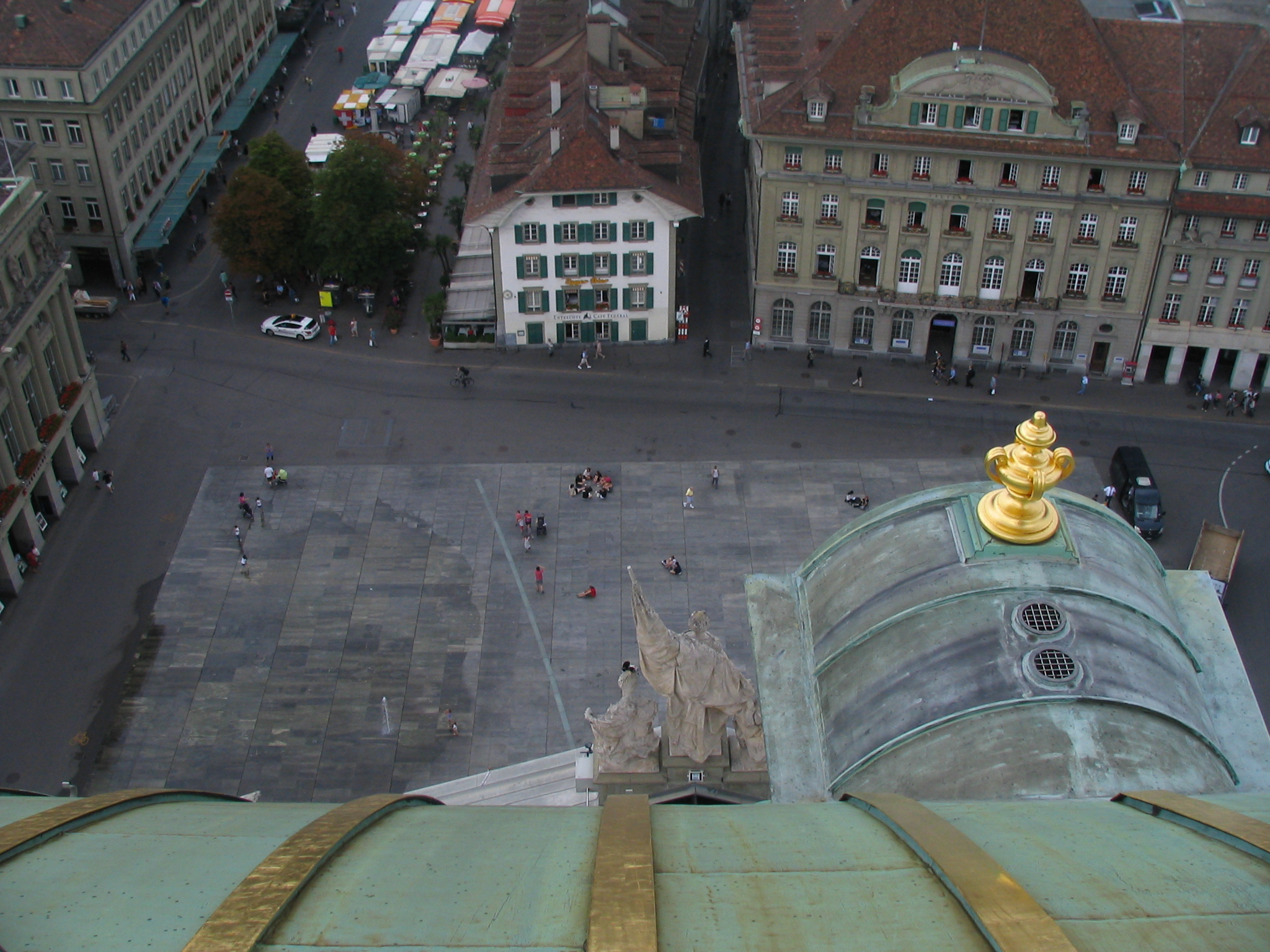
Bundesplatz von der Kuppel aus gesehen
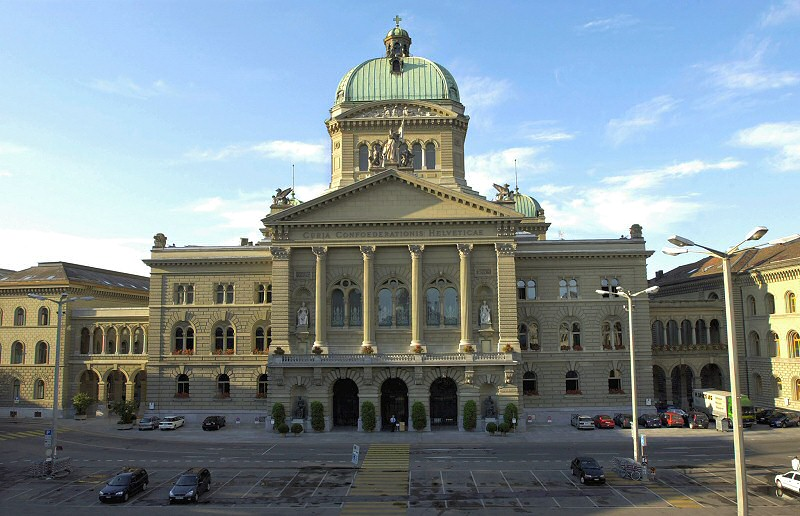
Der Bundesplatz als Parkplatz vor dem Umbau, 2002–2004
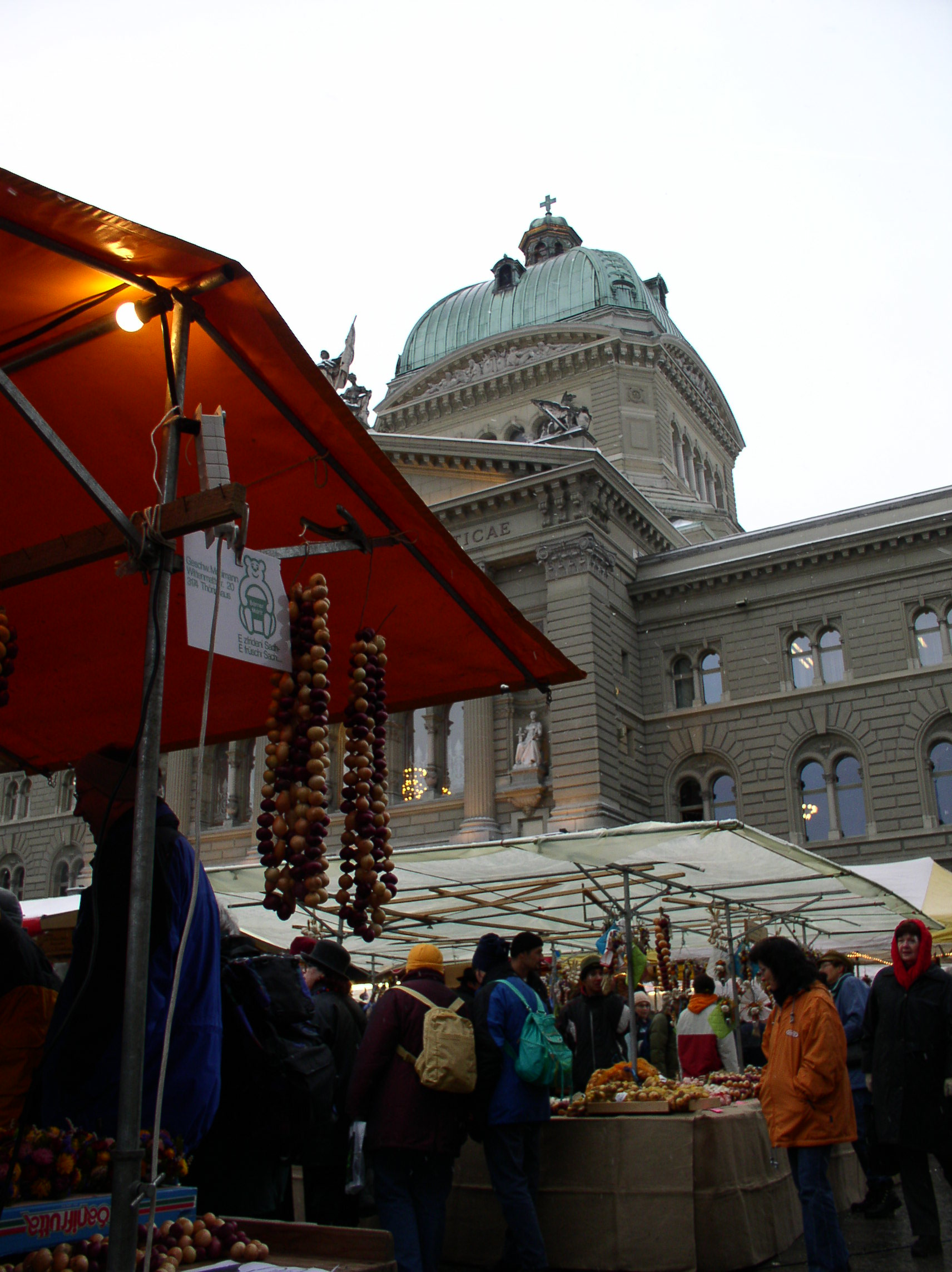
Zibelemärit auf dem Bundesplatz
360-Grad-Panorama, Bundeshaus in Renovation, 2007
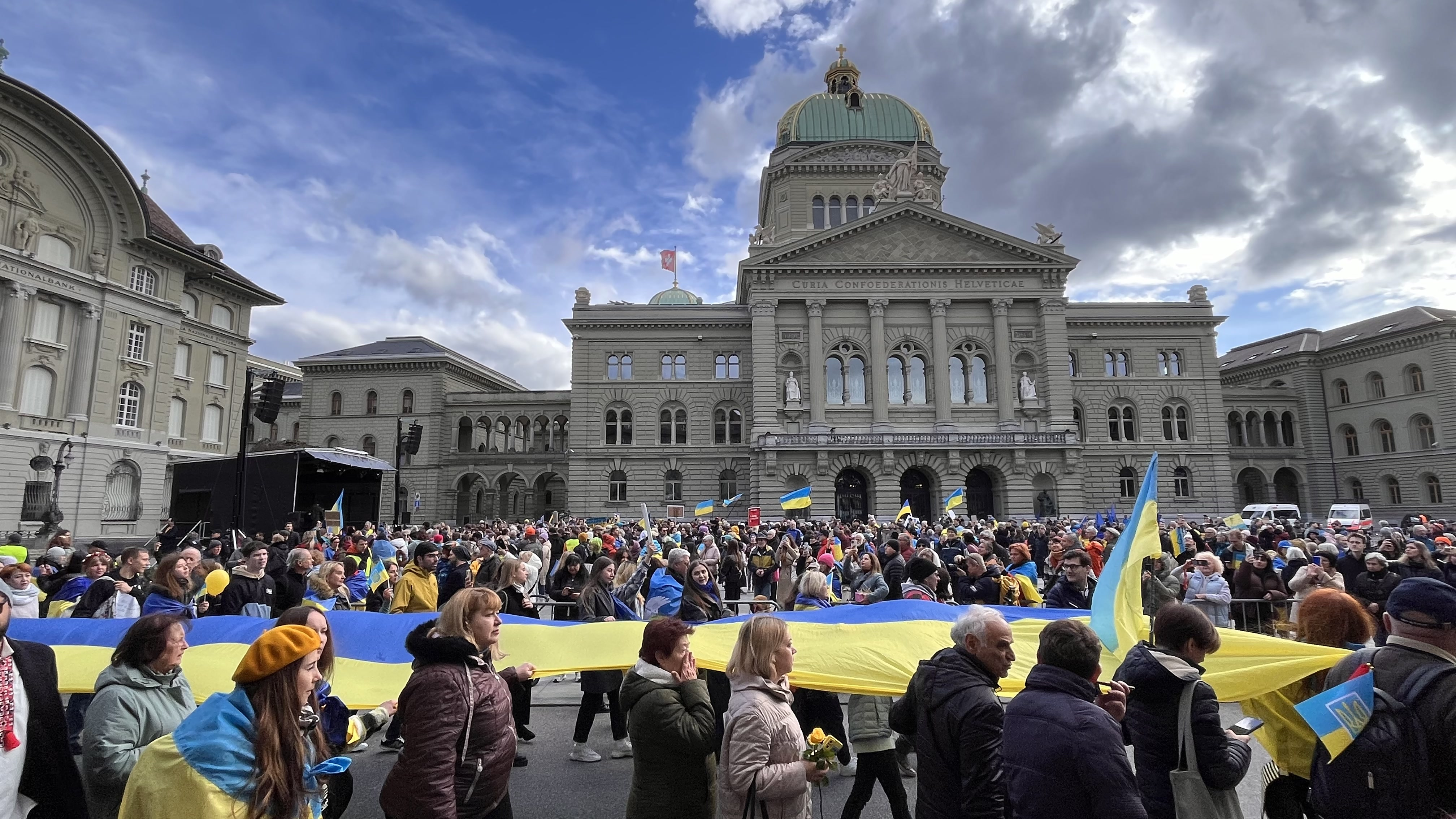
Kundgebung auf dem Bundesplatz, 2024